# مايك ويتني
مايك ويتني (بالإنجليزية: Mike Whitney)‏ (24 فبراير 1959 في أستراليا - ) هو لاعب كريكت أسترالي. لعب مع نادي مقاطعة غلوستر للكريكت ‏ وفريق جنوب ويلز الجديد للكريكت ‏.

## وصلات خارجية
- مايك ويتني على موقع IMDb (الإنجليزية)

- مايك ويتني على موقع إي آس بي آن كريك إنفو (الإنجليزية)